# Henry Gordon Bennett
Henry Gordon Bennett CB, CMG, DSO , avstralski general, * 16. april 1887, † 1. avgust 1962.